# Karim Mokeddem
Karim Mokeddem, né le 24 novembre 1973 à Lyon, est un footballeur français, reconverti entraîneur depuis 2012.

## Biographie

### Carrière de joueur
Il commence sa carrière à 14 ans au LOSC Lille avant de se consacrer à ses études.
Il reste dans son club de cœur, le Ménival Football Club.
Il bascule ensuite vers le poste d'entraîneur.

### Carrière d'entraîneur
A 30 ans il revient au poste d'entraîneur au Ménival FC. Après avoir exercé au niveau départemental et régional, il s'engage avec le club historique de l'AS Venissieux Minguettes au cours de la saison 2009-2010.
Après 4 années au club, ponctuées par 4 maintiens en N3, il réalise lors de sa dernière saison un bon parcours en coupe de France où pour la première fois le club atteint les 8e de finale de la compétition.
Lors de la saison 2013-2014, il rejoint le second club de Lyon, il officie en National 2 avec le club de Lyon Duchère AS.
Il remporte en 2016 le National 2 avec ce même club qu'il fait monter en National. Il termine 7e pour sa première saison, en s'offrant une finale perdue contre Châteauroux à 2 journées de la fin du championnat qui enverra la Berrichonne en Ligue 2 et laissera l'AS Lyon-Duchère en National.
Après avoir progressé chaque année au classement pour finir 5e sa dernière saison à l'AS Lyon Duchère, il décide de ne pas prolonger l'aventure. Lors de la dernière saison à la Duchère, il obtient sa licence Pro - BEPF (2018-2019), ce qui lui permet d' entraîner jusqu'en ligue 1 et les sélections nationales,,.
En discussions avancées avec l'Olympique Lyonnais pour s'occuper de l'équipe réserve et rejoindre le centre de formation, il privilégie un poste dans le championnat national.
Lors de la saison 2019-2020, il quitte le club lyonnais pour s'engager au Bourg-en-Bresse 01 qui évolue lui aussi en National. Il termine 4e à 5 points de la 2e place pour sa première année sur le banc burgien, coupé dans la remontée au classement par l'arrivée du COVID.
Sa seconde saison en à Bourg-en-Bresse est plus compliquée, le club rencontre de gros problèmes économiques, ce qui rejaillit sur les résultats et peu après le rachat du club, il est remercié en février 2021.
Annoncée à Créteil ou encore à Annecy, il se retrouve sans club et à la surprise générale, il rebondit à La Berrichonne de Châteauroux en octobre 2021 au poste d'entraîneur adjoint. Il arrive avec Mathieu Chabert - entraîneur principal fraîchement débarqué du SC Bastia. Les deux hommes s'apprécient et ont passé leur BEPF - Licence Pro ensemble à Clairefontaine.
Il a la réputation de prôner un football offensif avec un projet de jeu sur une possession positive, avec des sorties de balles léchées et une maîtrise technique du jeu.
Il devient l'entraîneur du Stade briochin le 4 octobre 2022.
Début novembre 2023, il est présenté comme remplaçant de Bernard Casoni – limogé – au poste d'entraîneur de l'US Orléans.
Son parcours prendra ensuite la route du côté du FC Sochaux-Montbéliard. Malgré un bon résultat en Coupe de France (défaite en 16e de finale aux tirs au but contre En Avant Guimgamp, pensionnaire de Ligue 2), le 2 février 2025, dans un contexte de résultats consécutifs sans victoires (le FCSM est alors classé 7e de National 1), il est subitement écarté. 
Le 19 juin 2025 il est officialisé entraineur principal de l'US Créteil, club ambitieux de National 2 pris en charge par Xavier Niel. 